# Winfried Dornschneider
Winfried Dornschneider (* 1921 in Gelsenkirchen-Schalke; † 9. Juni 1997 in Möhnesee) war ein deutscher Autor, Propst an St. Patrokli zu Soest, ehemaliger Militärpfarrer und Domkapitular.

## Leben
Winfried Dornschneider wurde in Gelsenkirchen-Schalke geboren; seine Mutter stammte aus Bad Sassendorf. Nach einer Militärausbildung in einer Soester Kaserne wurde er Soldat im Zweiten Weltkrieg. Er wurde 1949 aus der Kriegsgefangenschaft entlassen und kehrte nach Soest zurück.
Dornschneider empfing nach seiner philosophischen und theologischen Ausbildung 1953 in Paderborn die Priesterweihe. Er war Vikar in Röhlinghausen und von 1957 bis 1960 Präses der dortigen Kolpingfamilie. Er war Pfarrer von Heilig-Geist-Kirche in Iserlohn sowie Dechant des Dekanates Iserlohn. 1981 wurde er im Kölner Dom in den Ritterorden vom Heiligen Grab zu Jerusalem investiert.
Von 1982 bis 1996 war er Propst an St. Patrokli zu Soest.
Winfried Dornschneider veröffentlichte einige Bücher.

## Publikationen (Auswahl)
- Verkünde das Wort. Ansprachen und Predigten
- St. Patrokli in Soest: 1000jähriges Münster am Hellweg. Geschichte der Glocken; mit Predigttexten (zusammengestellt und bearbeitet von Karl Josef Zur Heiden)
- Die Taufe
- Soest: Domführer für Jungen und Mädchen
- Wir erwarten die Auferstehung der Toten